# Peter Schnatz
Peter Schnatz (* 28. Juli 1940 in Ebringen; † 14. Oktober 2004 in Mannheim) war ein deutscher Maler.

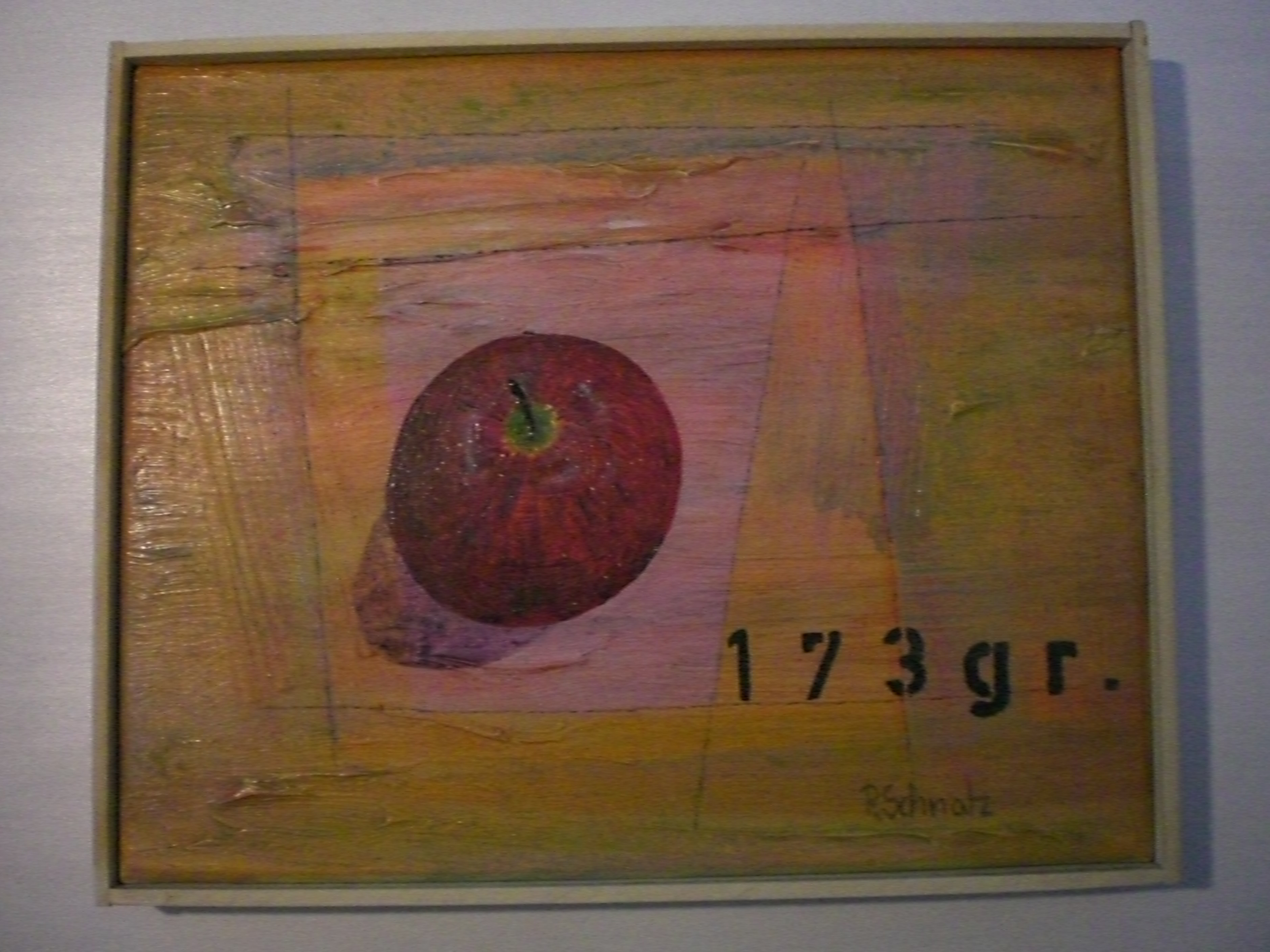
P.Schnatz Apfel 173 gr. (Privatbesitz)

## Leben und Werk
Ab 1947 war er Waldorfschüler in Freiburg im Breisgau. Zwischen 1955 und 1958 absolvierte Peter Schnatz eine Lehre als Schaufensterdekorateur. 1958 bis 1962 studierte er bei Paul Berger-Bergner an der Freien Akademie in Mannheim Malerei. Ab 1962 lebte er als freier Maler in Mannheim. Von 1988 an nutzte er seinen Balkon mit beschrifteten Fahnen wiederholt für öffentliche Proteste (z. B. Kunststreik).
2004 beendete er sein Leben durch Freitod.
Thema seiner Malerei war die Darstellung von Gegensätzen: organisch gegen künstlich, Figuratives gegen Abstraktes, Makro – gegen Mikrostruktur. Seine Arbeiten sind meist zu Zyklen zusammengefasst, ein einheitlicher Stil der unterschiedlichen Zyklen ist dabei nicht erkennbar.

## Ausstellungen (Auswahl)
- 1971 Cité Internationale des Arts Paris; Kunsthalle Mannheim
- 1981 Kunsthalle Mannheim
- 1982 Haus der Kunststiftung Baden-Württemberg, Stuttgart
- 1990 Werkstattgalerie Heidelberg (zusammen mit Edgar Schmandt)
- 1995 Galerie Stübler, Hannover
- 1996 Kunsthalle Mannheim
- 2015 Mannheim Speicher 7, Präsentation Werkverzeichnis 1956–2004 – Gemäldezyklus "Der schwarze Fluß"

## Auszeichnungen (Auswahl)
- 1969  Hans-Purrmann-Preis
- 1970/1971 Stipendium für die Cité Internationale des Arts Paris
- 1979  Goldmedaille für Malerei, Toulon
- 1980  Stipendium der Kunststiftung Baden-Württemberg
- 1994  Kunstpreis GKW-Ingenieure Mannheim, 1. Preis